# 內閣大庫
内阁大库，位于紫禁城东南隅、内阁大堂以东，为内阁收贮文书、档案之库房。

## 简介
内阁大库是内阁收贮文书、档案之库房。内阁大库有两座建筑，均为东西走向的排房，其中东侧者为实录库，西侧者为红本库，均为砖石结构，墙面辟窗，窗中设有铁柱，窗外设有铁板窗。内阁大库中，存放红本、典籍、关防等件的库房，称为“红本库”，在西侧；存放书籍以及三节表文、表匣以及外藩表文的库房，称为“实录库”，在东侧；同时内阁大库还贮存满本堂之实录、史书、录疏、起居注以及前代帝王功臣画像等物。如今，内阁大库的建筑保存完好。